# Glen Cove
Glen Cove – miasto w Stanach Zjednoczonych, w stanie Nowy Jork, w hrabstwie Nassau.